# Santa Cruz Balanyá
Santa Cruz Balanyá est une ville du Guatemala dans le département de Chimaltenango.